# Eleições autárquicas portuguesas de 1982 no distrito de Coimbra
| Eleições autárquicas portuguesas de 1982 Distritos: Aveiro \| Beja \| Braga \| Bragança \| Castelo Branco \| Coimbra \| Évora \| Faro \| Guarda \| Leiria \| Lisboa \| Portalegre \| Porto \| Santarém \| Setúbal \| Viana do Castelo \| Vila Real \| Viseu \| Açores \| Madeira |

## Resultados por concelho
Os resultados nos concelhos do distrito de Coimbra foram os seguintes:

### Arganil
| Partido                 | Partido                 | Votos  | %               | +/-     | Vereadores | +/-     |
| ----------------------- | ----------------------- | ------ | --------------- | ------- | ---------- | ------- |
|                         | Aliança Democrática     | 4 971  | 61,81 / 100,00  | Estável | 5 / 7      | Estável |
|                         | Partido Socialista      | 2 307  | 28,68 / 100,00  | 1,06    | 2 / 7      | Estável |
|                         | Aliança Povo Unido      | 338    | 4,20 / 100,00   | 0,01    | 0 / 7      | Estável |
| Votos Inválidos         | Votos Inválidos         | 427    | 5,31 / 100,00   | 1,07    |            |         |
| Total                   | Total                   | 8 043  | 100,00 / 100,00 |         | 7 / 7      |         |
| Eleitorado/Participação | Eleitorado/Participação | 12 127 | 66,32 / 100,00  | 3,23    |            |         |

### Cantanhede
| Partido                 | Partido                   | Votos  | %               | +/-     | Vereadores | +/-     |
| ----------------------- | ------------------------- | ------ | --------------- | ------- | ---------- | ------- |
|                         | Partido Social Democrata  | 6 914  | 41,33 / 100,00  | 12,09   | 4 / 7      | Estável |
|                         | Partido Socialista        | 5 010  | 29,95 / 100,00  | 7,86    | 2 / 7      | Estável |
|                         | Centro Democrático Social | 3 323  | 19,86 / 100,00  | 2,48    | 1 / 7      | Estável |
|                         | Aliança Povo Unido        | 716    | 4,28 / 100,00   | Estável | 0 / 7      | Estável |
|                         | PCTP/MRPP                 | 85     | 0,51 / 100,00   | -       | 0 / 7      | -       |
| Votos Inválidos         | Votos Inválidos           | 682    | 4,08 / 100,00   | 1,24    |            |         |
| Total                   | Total                     | 16 730 | 100,00 / 100,00 |         | 7 / 7      |         |
| Eleitorado/Participação | Eleitorado/Participação   | 28 838 | 58,01 / 100,00  | 6,06    |            |         |

### Coimbra
| Partido                 | Partido                 | Votos   | %               | +/-   | Vereadores | +/-     |
| ----------------------- | ----------------------- | ------- | --------------- | ----- | ---------- | ------- |
|                         | Partido Socialista      | 34 015  | 46,53 / 100,00  | 14,62 | 6 / 11     | 3       |
|                         | Aliança Democrática     | 24 334  | 33,29 / 100,00  | 9,86  | 4 / 11     | Estável |
|                         | Aliança Povo Unido      | 11 188  | 15,31 / 100,00  | 3,86  | 1 / 11     | 1       |
|                         | PCTP/MRPP               | 677     | 0,93 / 100,00   | 0,31  | 0 / 11     | Estável |
| Votos Inválidos         | Votos Inválidos         | 2 884   | 3,95 / 100,00   | 0,71  |            |         |
| Total                   | Total                   | 73 098  | 100,00 / 100,00 |       | 11 / 11    | 2       |
| Eleitorado/Participação | Eleitorado/Participação | 105 249 | 69,45 / 100,00  | 2,36  |            |         |

### Condeixa-a-Nova
| Partido                 | Partido                 | Votos  | %               | +/-  | Vereadores | +/-     |
| ----------------------- | ----------------------- | ------ | --------------- | ---- | ---------- | ------- |
|                         | Partido Socialista      | 2 931  | 42,34 / 100,00  | 5,48 | 3 / 7      | Estável |
|                         | Aliança Democrática     | 2 627  | 37,95 / 100,00  | 3,85 | 3 / 7      | 1       |
|                         | Aliança Povo Unido      | 895    | 12,93 / 100,00  | 1,21 | 1 / 7      | 1       |
|                         | PCTP/MRPP               | 127    | 1,83 / 100,00   | -    | 0 / 7      | -       |
| Votos Inválidos         | Votos Inválidos         | 343    | 4,96 / 100,00   | 1,49 |            |         |
| Total                   | Total                   | 6 923  | 100,00 / 100,00 |      | 7 / 7      | 2       |
| Eleitorado/Participação | Eleitorado/Participação | 10 040 | 68,95 / 100,00  | 5,54 |            |         |

### Figueira da Foz
| Partido                 | Partido                 | Votos  | %               | +/-  | Vereadores | +/-     |
| ----------------------- | ----------------------- | ------ | --------------- | ---- | ---------- | ------- |
|                         | Partido Socialista      | 15 184 | 49,92 / 100,00  | 6,88 | 4 / 7      | 1       |
|                         | Aliança Democrática     | 7 968  | 26,20 / 100,00  | 9,11 | 2 / 7      | 1       |
|                         | Aliança Povo Unido      | 4 332  | 14,24 / 100,00  | 1,03 | 1 / 7      | Estável |
|                         | PCTP/MRPP               | 1 201  | 3,95 / 100,00   | 2,37 | 0 / 7      | Estável |
| Votos Inválidos         | Votos Inválidos         | 1 731  | 5,69 / 100,00   | 1,89 |            |         |
| Total                   | Total                   | 30 416 | 100,00 / 100,00 |      | 7 / 7      |         |
| Eleitorado/Participação | Eleitorado/Participação | 48 012 | 63,35 / 100,00  | 4,27 |            |         |

### Góis
| Partido                 | Partido                   | Votos | %               | +/-   | Vereadores | +/-     |
| ----------------------- | ------------------------- | ----- | --------------- | ----- | ---------- | ------- |
|                         | Partido Socialista        | 1 509 | 42,66 / 100,00  | 6,82  | 3 / 5      | 1       |
|                         | Partido Social Democrata  | 1 421 | 40,18 / 100,00  | 12,98 | 2 / 5      | 1       |
|                         | Centro Democrático Social | 340   | 9,61 / 100,00   | -     | 0 / 5      | -       |
|                         | Aliança Povo Unido        | 87    | 2,46 / 100,00   | 3,35  | 0 / 5      | Estável |
| Votos Inválidos         | Votos Inválidos           | 180   | 5,08 / 100,00   | 0,11  |            |         |
| Total                   | Total                     | 3 537 | 100,00 / 100,00 |       | 5 / 5      |         |
| Eleitorado/Participação | Eleitorado/Participação   | 5 218 | 67,78 / 100,00  | 4,86  |            |         |

### Lousã
| Partido                 | Partido                 | Votos | %               | +/-   | Vereadores | +/-     |
| ----------------------- | ----------------------- | ----- | --------------- | ----- | ---------- | ------- |
|                         | Partido Socialista      | 3 446 | 50,36 / 100,00  | 11,65 | 3 / 5      | 1       |
|                         | Aliança Democrática     | 2 596 | 37,94 / 100,00  | -     | 2 / 5      | -       |
|                         | Aliança Povo Unido      | 467   | 6,82 / 100,00   | 5,92  | 0 / 5      | Estável |
| Votos Inválidos         | Votos Inválidos         | 334   | 4,88 / 100,00   | 0,77  |            |         |
| Total                   | Total                   | 6 843 | 100,00 / 100,00 |       | 5 / 5      |         |
| Eleitorado/Participação | Eleitorado/Participação | 9 945 | 68,81 / 100,00  | 6,23  |            |         |

### Mira
| Partido                 | Partido                   | Votos | %               | +/-   | Vereadores | +/-     |
| ----------------------- | ------------------------- | ----- | --------------- | ----- | ---------- | ------- |
|                         | Partido Social Democrata  | 2 526 | 40,15 / 100,00  | 28,26 | 2 / 5      | 2       |
|                         | Partido Socialista        | 1 995 | 31,71 / 100,00  | 6,58  | 2 / 5      | 1       |
|                         | Centro Democrático Social | 1 409 | 22,40 / 100,00  | -     | 1 / 5      | -       |
|                         | Aliança Povo Unido        | 126   | 2,00 / 100,00   | 1,89  | 0 / 5      | Estável |
| Votos Inválidos         | Votos Inválidos           | 235   | 3,73 / 100,00   | 1,16  |            |         |
| Total                   | Total                     | 6 291 | 100,00 / 100,00 |       | 5 / 5      |         |
| Eleitorado/Participação | Eleitorado/Participação   | 9 617 | 65,42 / 100,00  | 3,60  |            |         |

### Miranda do Corvo
| Partido                 | Partido                 | Votos | %               | +/-  | Vereadores | +/-     |
| ----------------------- | ----------------------- | ----- | --------------- | ---- | ---------- | ------- |
|                         | Aliança Democrática     | 3 054 | 52,96 / 100,00  | 0,47 | 3 / 5      | Estável |
|                         | Partido Socialista      | 2 095 | 36,33 / 100,00  | 1,17 | 2 / 5      | Estável |
|                         | Aliança Povo Unido      | 312   | 5,41 / 100,00   | 0,61 | 0 / 5      | Estável |
| Votos Inválidos         | Votos Inválidos         | 306   | 5,30 / 100,00   | 2,25 |            |         |
| Total                   | Total                   | 5 767 | 100,00 / 100,00 |      | 5 / 5      |         |
| Eleitorado/Participação | Eleitorado/Participação | 9 198 | 62,70 / 100,00  | 1,44 |            |         |

### Montemor-o-Velho
| Partido                 | Partido                 | Votos  | %               | +/-   | Vereadores | +/- |
| ----------------------- | ----------------------- | ------ | --------------- | ----- | ---------- | --- |
|                         | Partido Socialista      | 7 591  | 59,46 / 100,00  | 20,26 | 5 / 7      | 2   |
|                         | Aliança Democrática     | 3 052  | 23,91 / 100,00  | 14,94 | 2 / 7      | 1   |
|                         | Aliança Povo Unido      | 1 460  | 11,44 / 100,00  | 2,49  | 0 / 7      | 1   |
| Votos Inválidos         | Votos Inválidos         | 664    | 5,20 / 100,00   | 0,73  |            |     |
| Total                   | Total                   | 12 767 | 100,00 / 100,00 |       | 7 / 7      |     |
| Eleitorado/Participação | Eleitorado/Participação | 20 610 | 61,95 / 100,00  | 2,53  |            |     |

### Oliveira do Hospital
| Partido                 | Partido                 | Votos  | %               | +/-  | Vereadores | +/-     |
| ----------------------- | ----------------------- | ------ | --------------- | ---- | ---------- | ------- |
|                         | Aliança Democrática     | 7 154  | 61,42 / 100,00  | 4,73 | 5 / 7      | Estável |
|                         | Partido Socialista      | 3 632  | 31,18 / 100,00  | 3,61 | 2 / 7      | Estável |
|                         | Aliança Povo Unido      | 328    | 2,82 / 100,00   | 0,57 | 0 / 7      | Estável |
| Votos Inválidos         | Votos Inválidos         | 533    | 4,57 / 100,00   | 1,68 |            |         |
| Total                   | Total                   | 11 647 | 100,00 / 100,00 |      | 7 / 7      |         |
| Eleitorado/Participação | Eleitorado/Participação | 17 658 | 65,96 / 100,00  | 4,20 |            |         |

### Pampilhosa da Serra
| Partido                 | Partido                             | Votos | %               | +/-   | Vereadores | +/-     |
| ----------------------- | ----------------------------------- | ----- | --------------- | ----- | ---------- | ------- |
|                         | Partido Social Democrata            | 2 100 | 55,78 / 100,00  | 19,11 | 4 / 5      | Estável |
|                         | Acção Social Democrata Independente | 761   | 20,21 / 100,00  | Novo  | 1 / 5      | Novo    |
|                         | Centro Democrático Social           | 446   | 11,85 / 100,00  | -     | 0 / 5      | -       |
|                         | Aliança Povo Unido                  | 236   | 6,27 / 100,00   | 1,34  | 0 / 5      | Estável |
| Votos Inválidos         | Votos Inválidos                     | 222   | 5,90 / 100,00   | 1,67  |            |         |
| Total                   | Total                               | 3 765 | 100,00 / 100,00 |       | 5 / 5      |         |
| Eleitorado/Participação | Eleitorado/Participação             | 6 079 | 61,93 / 100,00  | 7,62  |            |         |

### Penacova
| Partido                 | Partido                   | Votos  | %               | +/-   | Vereadores | +/-     |
| ----------------------- | ------------------------- | ------ | --------------- | ----- | ---------- | ------- |
|                         | Partido Socialista        | 3 213  | 37,46 / 100,00  | 5,31  | 3 / 7      | 1       |
|                         | Partido Social Democrata  | 2 787  | 32,49 / 100,00  | 12,79 | 3 / 7      | 1       |
|                         | Centro Democrático Social | 1 641  | 19,13 / 100,00  | 8,32  | 1 / 7      | Estável |
|                         | Aliança Povo Unido        | 461    | 5,37 / 100,00   | 2,68  | 0 / 7      | Estável |
|                         | PCTP/MRPP                 | 54     | 0,63 / 100,00   | -     | 0 / 7      | -       |
| Votos Inválidos         | Votos Inválidos           | 421    | 4,91 / 100,00   | 0,67  |            |         |
| Total                   | Total                     | 8 577  | 100,00 / 100,00 |       | 7 / 7      |         |
| Eleitorado/Participação | Eleitorado/Participação   | 12 796 | 67,03 / 100,00  | 0,44  |            |         |

### Penela
| Partido                 | Partido                   | Votos | %               | +/-  | Vereadores | +/-     |
| ----------------------- | ------------------------- | ----- | --------------- | ---- | ---------- | ------- |
|                         | Partido Social Democrata  | 2 440 | 58,84 / 100,00  | 4,13 | 3 / 5      | 1       |
|                         | Partido Socialista        | 1 271 | 30,65 / 100,00  | 2,31 | 2 / 5      | 1       |
|                         | Aliança Povo Unido        | 123   | 2,97 / 100,00   | 1,96 | 0 / 5      | Estável |
|                         | Centro Democrático Social | 68    | 1,64 / 100,00   | -    | 0 / 5      | -       |
| Votos Inválidos         | Votos Inválidos           | 245   | 5,91 / 100,00   | 2,16 |            |         |
| Total                   | Total                     | 4 147 | 100,00 / 100,00 |      | 5 / 5      |         |
| Eleitorado/Participação | Eleitorado/Participação   | 6 654 | 62,32 / 100,00  | 5,48 |            |         |

### Soure
| Partido                 | Partido                   | Votos  | %               | +/-  | Vereadores | +/-     |
| ----------------------- | ------------------------- | ------ | --------------- | ---- | ---------- | ------- |
|                         | Partido Socialista        | 7 226  | 65,08 / 100,00  | 3,50 | 6 / 7      | 1       |
|                         | Partido Social Democrata  | 1 869  | 16,83 / 100,00  | -    | 1 / 7      | -       |
|                         | Aliança Povo Unido        | 985    | 8,87 / 100,00   | 1,99 | 0 / 7      | Estável |
|                         | Centro Democrático Social | 413    | 3,72 / 100,00   | -    | 0 / 7      | -       |
| Votos Inválidos         | Votos Inválidos           | 611    | 5,51 / 100,00   | 1,01 |            |         |
| Total                   | Total                     | 11 104 | 100,00 / 100,00 |      | 7 / 7      |         |
| Eleitorado/Participação | Eleitorado/Participação   | 17 668 | 62,85 / 100,00  | 2,57 |            |         |

### Tábua
| Partido                 | Partido                   | Votos  | %               | +/-   | Vereadores | +/-     |
| ----------------------- | ------------------------- | ------ | --------------- | ----- | ---------- | ------- |
|                         | Partido Social Democrata  | 3 133  | 47,42 / 100,00  | 13,39 | 4 / 7      | Estável |
|                         | Partido Socialista        | 2 016  | 30,51 / 100,00  | 12,25 | 2 / 7      | 1       |
|                         | Centro Democrático Social | 921    | 13,94 / 100,00  | 1,67  | 1 / 7      | 1       |
|                         | Aliança Povo Unido        | 165    | 2,50 / 100,00   | 1,29  | 0 / 7      | Estável |
| Votos Inválidos         | Votos Inválidos           | 372    | 5,64 / 100,00   | 0,77  |            |         |
| Total                   | Total                     | 6 607  | 100,00 / 100,00 |       | 7 / 7      | 2       |
| Eleitorado/Participação | Eleitorado/Participação   | 10 095 | 65,45 / 100,00  | 0,09  |            |         |

### Vila Nova de Poiares
| Partido                 | Partido                  | Votos | %               | +/-   | Vereadores | +/-     |
| ----------------------- | ------------------------ | ----- | --------------- | ----- | ---------- | ------- |
|                         | Partido Social Democrata | 2 268 | 61,21 / 100,00  | 3,93  | 3 / 5      | 1       |
|                         | Partido Socialista       | 1 211 | 32,69 / 100,00  | 20,78 | 2 / 5      | 2       |
|                         | Aliança Povo Unido       | 84    | 2,27 / 100,00   | 2,18  | 0 / 5      | Estável |
| Votos Inválidos         | Votos Inválidos          | 142   | 3,84 / 100,00   | 1,10  |            |         |
| Total                   | Total                    | 3 705 | 100,00 / 100,00 |       | 5 / 5      |         |
| Eleitorado/Participação | Eleitorado/Participação  | 5 030 | 73,66 / 100,00  | 10,00 |            |         |